# Croix Saint-Pierre de Granges-le-Bourg
La croix Saint-Pierre de Granges-le-Bourg est une croix de chemins située à Granges-le-Bourg, en France.

## Localisation
La croix est située sur la commune de Granges-le-Bourg, dans le département français de la Haute-Saône. Elle est accessible par le chemin sur la gauche à côté de l'église de Granges-la-Ville.

## Historique
Placée sur l'ancien chemin des deux Granges, le Bourg et la Ville, aucun document ne relate la date exacte de l'érection de cette croix bien conservée avec une forme très particulière. Côté église on reconnait saint Pierre à qui l'église est dédiée et de l'autre un Christ en croix en culotte courte, ce qui est peu commun.
La terrible épidémie de peste (1636-1637) n'avait laissée que quelques habitants dans les deux villages. Les cimetières de Granges-le-Bourg, actuel jardin de la poste et celui de Granges alors à droite de l'église ne permettaient plus d'y déposer les corps des habitants décédés de la terrible maladie.
Il y a un peu moins de cent ans, le soir à la veillée les anciens racontaient que les dépouilles des pestiférés avaient été brulés à côté de la Croix Saint Pierre. Avec certainement un fond de vérité, car dans ces villages où l'on ne vivait que de l'agriculture les prés de la croix furent uniquement destinés à la pâture et au fourrage pendant près de 400 ans : personne n'y aurait semé ou planté le moindre végétal qui eut servi à l'alimentation.
Lors de l'épidémie de grippe espagnole, après la Première Guerre mondiale, les gens des villages venaient chaque semaine  y réciter le chapelet pour se préserver de la contagion. Toujours vénéré, un reposoir y était dressé là au temps des Rogations jusque dans les années 1950.
Le dernier propriétaire, monsieur Servonnat en a fait don à la commune de Granges le Bourg en souvenir de sa famille et afin que cette parcelle du patrimoine local soit préservée en état dans son lieu d'origine. 
L'édifice est classé au titre des monuments historiques en  date du 26 novembre 1979.